# Market facilitation index

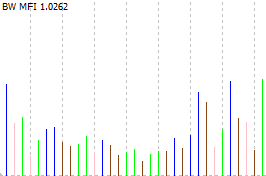
Market facilitation index

Market facilitation index (BW MFI, MFI) – stworzony przez Billa Williamsa wskaźnik obrazujący zmianę cen w stosunku do wolumenu obrotów.
{\displaystyle BWMFI={\frac {cena\ maksymalna-cena\ minimalna}{wolumen}}}

## Znaczenie BW MFI w analizie technicznej
Wskaźnik BW MFI sam w sobie nie daje sygnału o kierunku zmian cen, dlatego należy przy jego rozpatrywaniu zwrócić uwagę na wartość wolumenu. W tym celu Bill Williams opracował cztery pary możliwych sytuacji:

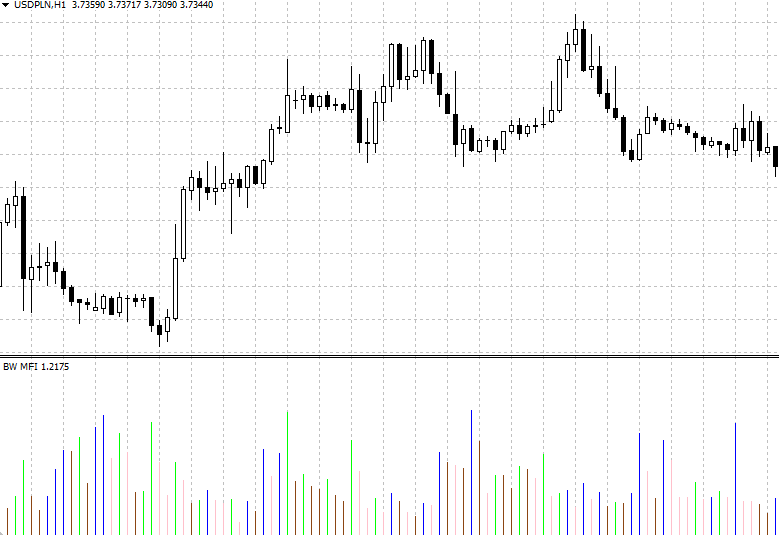
Market facilitation index w połączeniu z wykresem świecowym

- zielony kolor słupka (green) wskazuje rosnący wolumen oraz BW MFI, oznaczając zwiększenie liczby graczy na rynku otwierających pozycje w kierunku, który wskazuje ostatnia świeca
- brązowy kolor słupka (fade) wskazuje malejący wolumen oraz BW MFI, oznaczając obojętność na rynku (mały ruch cen przy niskim wolumenie); często występuje na koniec danego ruchu cenowego
- niebieski kolor słupka (fake) wskazuje malejący wolumen przy rosnącym BW MFI, oznaczając prawdopodobieństwo obecności spekulacji na rynku
- różowy kolor słupka (squat) wskazuje rosnący wolumen przy malejącym BW MFI, oznaczając obecność dużego popytu i podaży i obrazując tym samym walkę byków z niedźwiedziami – w końcu jedna ze stron „zwycięży”, co może doprowadzić do znacznych zmian cen[3].